# Liste des comtes d'Armagnac
Pour les articles homonymes, voir Armagnac.
La liste des comtes d'Armagnac répertorie les noms des titulaires héréditaires du comté d'Armagnac, du Xe au XVIIIe siècle :

## Maison d'Armagnac
960-995 : Bernard Ier le Louche († 995), comte d'Armagnac, fils cadet de Guillaume Garcès de Gascogne, comte de Fezensac.
995-avt. 1011 : Géraud Ier Trancaléon († 1020), comte d'Armagnac, fils du précédent.
marié à Adalaïs, fille de Guillaume V, duc d'Aquitaine et comte de Poitiers, et de Brisque de Gascogne
1020-1063 : Bernard II Tumapaler († entre 1064 et 1090), comte d'Armagnac, comte de Gascogne de 1040 à 1052, fils du précédent.
marié à Ermengarde
1063-1103 : Géraud II († v. 1103), comte d'Armagnac, fils du précédent.
marié à Avizelle de Lomagne
1103-1110 : Bernard III († 1110), comte d'Armagnac, fils du précédent.
marié à Alpaïs de Turenne
1110-1160 : Géraud III († 1160), comte d'Armagnac, fils du précédent.
marié à Anicelle, comtesse de Fezensac
1160-1193 : Bernard IV († 1193), comte d'Armagnac et de Fézensac, fils du précédent.
marié à Etiennette de la Barthe
1193-1215 : Géraud IV († 1215), comte d'Armagnac et de Fézensac, fils du précédent.

## Maison de Lomagne
1215-1219 : Géraud V († 1219), comte d'Armagnac et de Fézensac, fils de Bernard de Lomagne, vicomte de Fésenzaguet (fils d'Odon de Lomagne, seigneur de Fimarcon, et de Mascarose d'Armagnac, fille de Géraud III).
Un débat existe, à savoir : Géraud V est-il de la maison d'Armagnac ou de la maison de Lomagne ? Pour certains, à la suite de confusions faites par plusieurs généalogistes, dont le Père Anselme, il était considéré par erreur comme un fils de Géraud IV. Le débat reste ouvert.
1219-1241 : Pierre Gérard († 1241), fils du précédent.
1241-1243 : Bernard V († 1243), frère du précédent.
marié à Agnès
1243-1255 : Arnaud Odon († 1256), vicomte de Lomagne, neveu d'Odon de Lomagne
marié à Mascarose Ire († 1245), fille de Géraud V
1255-1256 : Eschivat de Chabanais, comte d'Armagnac, de Fézensac et de Bigorre († 1283)
marié en 1255 à Mascarose II († 1256), fille d'Arnaud Odon et de Mascarose Ire
1256-1285 : Géraud VI, comte d'Armagnac, († 1285), neveu de Géraud V, fils de Roger de Lomagne, vicomte de Fésenzaguet.
marié en 1260 à Mathe de Béarn (1250 † ap.1317)

Comtes d'Armagnac et de Rodez : écartelé, aux 1 et 4 d'argent au lion de gueules, aux 2 et 3 de gueules au lion léopardé d'or

1285-1319 : Bernard VI, comte d'Armagnac, († 1319), fils du précédent.
marié en premières noces à Isabelle d'Albret (v. 1275, † 1er décembre 1294)
marié en secondes noces en 1298 à Cécile (1275 † 1313), comtesse de Rodez
1319-1373 : Jean Ier (1311 † 1373), comte d'Armagnac et de Rodez, fils du précédent.
marié en 1327 à Béatrice de Clermont († 1364), comtesse de Charolais
1373-1384 : Jean II († 1384), comte d'Armagnac et de Rodez, fils du précédent.
marié en 1359 à Jeanne de Périgord
1384-1391 : Jean III († 1391), comte d'Armagnac et de Rodez, fils du précédent.
marié en 1378 à Marguerite (1363 † 1443), comtesse de Comminges
1391-1418 : Bernard VII (v. 1360 † 1418), comte d'Armagnac et de Rodez, connétable de France, frère du précédent.
marié à Bonne de Berry (1365 † 1435)
1418-1450 : Jean IV (1396 † 1450), comte d'Armagnac et de Rodez, fils du précédent.
marié en 1407 à Blanche de Bretagne (1395 † 1419), puis en 1419 avec Isabelle d'Évreux (1395 † 1450)
1450-1473 : Jean V (1420 † 1473), comte d'Armagnac et de Rodez, vicomte de Lomagne, fils du précédent et d'Isabelle d'Evreux.
marié en 1469 avec Jeanne de Foix
1473-1497 : Charles Ier (1425 † 1497), comte d'Armagnac et de Rodez, frère du précédent.
marié en 1468 à Catherine de Foix († 1510)

## Maison d'Alençon
1497-1525 : Charles II (1489 † 1525), duc d'Alençon (Charles IV), petit-neveu du précédent, son grand-père Jean II, duc d'Alençon, avait épousé Marie d'Armagnac, fille de Jean IV.
marié en 1509 à Marguerite d'Angoulême, sœur de François Ier.

## Maison d'Albret
1527-1555 : Henri Ier d'Albret (1503 † 1555), roi de Navarre (Henri II), comte de Foix, de Bigorre, de Périgord, d'Armagnac et de Rodez, vicomte de Limoges et de Béarn, seigneur d'Albret ;
second époux (en 1527) de Marguerite d'Angoulême (1492 † 1549) ;
1555-1572 : Jeanne d'Albret (1528 † 1572), fille des précédents, reine de Navarre...
- marié en 1548 à Antoine de Bourbon (1518 † 1562), duc de Vendôme ;

1572-1589 : Henri II de Bourbon (1553 † 1610), roi de France (Henri IV) et de Navarre (Henri III), fils des précédents.
- par intérim, Catherine de Bourbon (1559-1604), sœur du roi.

En 1607, toutes les possessions personnelles du roi Henri IV (Navarre, Foix, Béarn, Bigorre, Périgord, Armagnac, Rodez, Limoges et Albret) sont réunies à la couronne de France.

## Maison de Guise
En 1645, l'Armagnac est donné à Henri de Lorraine-Guise (1601 † 1666), comte d'Harcourt :
- Henri de Lorraine-Guise (1601 † 1666), comte d'Harcourt, fils de Charles Ier, duc d'Elbeuf ;
- Louis de Lorraine-Guise (1641 † 1718), comte d'Armagnac, de Charny et de Brionne, fils du précédent ;
- Charles de Lorraine-Guise (1684 † 1751), comte d'Armagnac, fils du précédent.